# Férfi kettesbob az 1932. évi téli olimpiai játékokon
Az 1932. évi téli olimpiai játékokon a bob férfi kettes versenyszámát február 8-án és 9-én rendezték. A számot az egyes számú amerikai csapat nyerte meg. Magyar csapat nem vett részt a versenyen.
Először rendeztek kettesbob versenyt a téli olimpia történetében.

## Eredmények
A verseny négy futamot tartalmazott, a négy futam összesített eredménye határozta meg a végső sorrendet.
Az időeredmények másodpercben értendők. A vastagbetűvel jelzett időeredmény volt az adott futam legjobb ideje.
| Helyezés | Csapat                                                          | 1.      | 2.      | 3.      | 4.      | Össz.   |
| -------- | --------------------------------------------------------------- | ------- | ------- | ------- | ------- | ------- |
| Arany    | Egyesült Államok (USA)-1 · Hubert Stevens · Curtis Stevens      | 2:13,10 | 2:04,27 | 1:59,69 | 1:57,68 | 8:14,74 |
| Ezüst    | Svájc (SUI)-1 · Reto Capadrutt · Oscar Geier                    | 2:05,88 | 2:07,21 | 2:03,52 | 1:59,67 | 8:16,28 |
| Bronz    | Egyesült Államok (USA)-2 · John Heaton · Robert Minton          | 2:15,02 | 2:07,51 | 2:04,29 | 2:02,33 | 8:29,15 |
| 4.       | Románia (ROU) · Alexandru Papană · Dumitru Hubert               | 2:15,51 | 2:07,82 | 2:06,12 | 2:03,02 | 8:32,47 |
| 5.       | Németország (GER)-1 · Hanns Kilian · Sebastian Huber            | 2:15,27 | 2:11,08 | 2:05,82 | 2:03,19 | 8:35,36 |
| 6.       | Olaszország (ITA)-1 · Teofilo Rossi di Montelera · Italo Casini | 2:15,45 | 2:08,10 | 2:06,58 | 2:06,20 | 8:36,33 |
| 7.       | Németország (GER)-2 · Werner Huth · Max Ludwig                  | 2:11,53 | 2:11,58 | 2:11,32 | 2:10,62 | 8:45,05 |
| 8.       | Olaszország (ITA)-2 · Agostino Lanfranchi · Gaetano Lanfranchi  | 2:20,08 | 2:13,47 | 2:08,00 | 2:09,11 | 8:50,66 |
| 9.       | Belgium (BEL)-1 · Max Houben · Louis Van Hege                   | 2:17,68 | 2:14,90 | 2:10,90 | 2:09,62 | 8:53,10 |
| 10.      | Belgium (BEL)-2 · Christian Hansez · Jacques Maus               | 2:17,01 | 2:16,74 | 2:13,59 | 2:13,81 | 9:01,15 |
| 11.      | Franciaország (FRA) · Louis Balsan · Armand Delille             | 2:20,10 | 2:19,37 | 2:13,56 | 2:09,56 | 9:02,59 |
| 12.      | Ausztria (AUT) · Hugo Weinstengl · Johann Baptist Gudenus       | 2:23,83 | 2:21,82 | 2:16,19 | 2:14,58 | 9:16,42 |